# Destino (The Sandman)
Destino es un personaje ficticio que han sido introducido por Neil Gaiman en sus historietas de The Sandman, publicada por Vertigo Cómics entre 1988 y 1995.

## Descripción
El mayor de los Eternos, es la representación de todo lo que es, lo que fue y lo que será. Suele verse como un monje antiguo cargando un libro encadenado a su brazo. Nunca se le ve el rostro. Su signo es el libro que porta.
Se suele decir que Destino es ciego, aunque según la descripción hecha por Gaiman en el tomo "Estación de Nieblas", se dice de él que está más allá de la ceguera, y que lo único que puede hacer es ver. Se supone que sabe todo lo que es, lo que fue y lo que será gracias a su libro.

## Reino
El Reino de Destino es un jardín con numerosos senderos, en el cual el único que puede caminar sin perderse es él mismo. En su jardín tiene una casa, desde donde puede llamar a los demás Eternos, y en él se encuentra toda la creación. Desde todo el jardín pueden verse las estatuas de sus hermanos y la suya propia, las cuales van variando ligeramente y reflejan el estado de los mismos.
Como curiosidad, se puede decir que el Jardín de Destino probablemente esté inspirado en el cuento del escritor argentino Jorge Luis Borges "El jardín de los senderos que se bifurcan", cuento en el cual se describe al destino y la realidad como un laberinto en el cual todo el mundo se pierde, repleto de opciones y divergencias.